# 三田育雄
三田育雄（みた いくお、1939年 - ）は、日本の造園家。環境デザイナー。観光コンサルタント。観光学者。東北芸術工科大学名誉教授。長野大学教授、株式会社田園プラザ川場会長。
大学院時代から全国各地で地域振興計画・観光地活性化計画づくり等をてがけ、観光施設の基本計画づくりと経営指導、観光客実態志向調査のほか、地域間交流・観光を生かしたまちづくり及びむらづくりを手がけてきた。関東富士百景選定委員会委員、上田市観光ビジョン策定委員会委員などを歴任。専門は地域計画と農村計画、観光論。東京都生まれ。

## 経歴
- 1962年、東京大学農学部林学科卒業
- 1964年、東京大学生物系大学院修士課程林学専攻修了
- 1964年-1966年、V.H.ピンクニーJr.設計事務所に勤務
- 1966年-1968年、北海道庁勤務
- 1969年、株式会社ラック計画研究所設立
- 1993年、東北芸術工科大学デザイン工学部環境デザイン学科教授
- 1993年、田園プラザ川場代表取締役
- 2006年、長野大学環境ツーリズム学部環境ツーリズム学科教授
- 2013年、長野大学選択定年退職[1]

## 主な業績
- 三井物産相模湖ピクニックランド開発
- 道の駅「田園プラザ川場」計画・経営の実践
- 群馬県川場村における地域間交流からのむらづくりの企画と実践/村づくりアドバイザー(昭和58年度日本造園学会賞調査・計画部門)
- 川場村/世田谷区との交流事業プロモーション
- 大学教育における山形県上山市茂吉の里づくり・総合計画策定委員会委員長
- 大学教育における山形県八幡町体験交流型さとづくり
- 山形県西川町美しいまちづくり調査及び診断とイベント支援
- 水源の森林保育・保全計画
- 観光研究学会でのゆたかな旅と観光地研究

## 著書
- 観光レクレーション計画論（共著）技報堂
- 地方都市創造への挑戦（共著）八朔社
- 農村と都市の交流（共著）ぎょうせい出版
- 環境を創造する（共著）日本放送協会出版会